# Nati nel 2000/Settembre
| Questa pagina contiene informazioni ricavate automaticamente dalle voci biografiche con l'ausilio del template Bio e di un bot. L'aggiornamento è periodico e automatico e ricostruisce completamente la pagina. Se manca una persona in questa lista, sei pregato di non aggiungerla, ma accertati piuttosto che la sua voce biografica contenga il template Bio e che i dati anagrafici siano correttamente compilati. Se il template Bio manca, inseriscilo tu stesso o, in alternativa, metti l'avviso {{tmp\|Bio}} che ne segnala la mancanza. Se i dati riportati sono sbagliati, correggi direttamente la voce biografica; le modifiche saranno visibili in questa lista entro pochi giorni. Per chiarimenti vedi il progetto biografie. La lista contiene solo le 311 persone che sono citate nell'enciclopedia e per le quali è stato implementato correttamente il template Bio. Pagina aggiornata al 18 ago 2025. |

- 1º settembre - Chiara Bordi, attrice e modella italiana
- 1º settembre - Breno, calciatore brasiliano
- 1º settembre - Michelle Colón, modella portoricana
- 1º settembre - Alejo Cruz, calciatore uruguaiano
- 1º settembre - Hitomi Hatakeda, ginnasta giapponese
- 1º settembre - Michail Jakovlev, pistard russo
- 1º settembre - Kim Min-jong, judoka sudcoreano
- 1º settembre - Márk Kovácsréti, calciatore ungherese
- 1º settembre - Cassady McClincy, attrice statunitense
- 1º settembre - Andrés Meli, calciatore argentino
- 1º settembre - Jay Scrubb, cestista statunitense
- 1º settembre - Bryan Teixeira, calciatore capoverdiano
- 1º settembre - Yorman Zapata, calciatore colombiano
- 1º settembre - Márió Zeke, calciatore ungherese
- 1º settembre - Petra Ševčíková, ciclista su strada e pistard ceca
- 2 settembre - Laura Gonzalez, nuotatrice artistica francese
- 2 settembre - Lisa Grill, sciatrice alpina austriaca
- 2 settembre - Kaspar Kindem, sciatore alpino norvegese
- 2 settembre - Sam McCallum, calciatore inglese
- 2 settembre - Luke Musgrave, giocatore di football americano statunitense
- 2 settembre - Rubén Pulido Peñas, calciatore spagnolo
- 2 settembre - Jasper Schendelaar, calciatore olandese
- 2 settembre - Vitchapol Somkid, attore thailandese
- 2 settembre - Idrissa Thiam, calciatore mauritano
- 3 settembre - Lyle Foster, calciatore sudafricano
- 3 settembre - Alessandro Frola, danzatore italiano
- 3 settembre - Ganboldyn Ganbayar, calciatore mongolo
- 3 settembre - Facundo Russo, calciatore argentino
- 3 settembre - Tomás Verón, calciatore argentino
- 3 settembre - Brandon Williams, calciatore inglese
- 3 settembre - Andrea Zambonin, rugbista a 15 italiano
- 4 settembre - Sofia Busato, ginnasta italiana
- 4 settembre - Donát Bárány, calciatore ungherese
- 4 settembre - Julio Cárdenas, pallavolista cubano
- 4 settembre - Peter Gwargis, calciatore svedese
- 4 settembre - Sergio Gómez Martín, calciatore spagnolo
- 4 settembre - Sebastián Francisco Ramírez, calciatore argentino
- 4 settembre - Ruby Stokes, attrice britannica
- 4 settembre - Mattia Viviani, calciatore italiano
- 4 settembre - Akil Watts, calciatore statunitense
- 5 settembre - Isabella Bergmark, pallavolista statunitense
- 5 settembre - Shari Bossuyt, ciclista su strada e pistard belga
- 5 settembre - Emil Frederiksen, calciatore danese
- 5 settembre - Robert Ion, calciatore rumeno
- 5 settembre - Josiah James, cestista statunitense
- 5 settembre - Leandro Mosca, pallavolista italiano
- 5 settembre - Benjamin Ritchie, sciatore alpino statunitense
- 5 settembre - Anthony Schwartz, giocatore di football americano e ex velocista statunitense
- 5 settembre - Anastasija Tatalina, sciatrice freestyle russa
- 5 settembre - Alex Wright, giocatore di football americano statunitense
- 6 settembre - Ollie Chessum, rugbista a 15 britannico
- 6 settembre - Takeru Hokazono, fumettista giapponese
- 6 settembre - David Kushner, cantautore statunitense
- 6 settembre - Richard Ledezma, calciatore statunitense
- 6 settembre - Liu Tingting, ginnasta cinese
- 6 settembre - Alexis Méndez, calciatore statunitense
- 6 settembre - Anthony Okachi, calciatore nigeriano
- 6 settembre - Matas Vaitkus, cestista lituano
- 7 settembre - Finn Azaz, calciatore irlandese
- 7 settembre - Alessandra Bonora, velocista italiana
- 7 settembre - Johan Hove, calciatore norvegese
- 7 settembre - Hernán López Muñoz, calciatore argentino
- 7 settembre - Sōta Miura, calciatore giapponese
- 7 settembre - Jeremy Ngakia, calciatore congolese (Repubblica Democratica del Congo)
- 7 settembre - Ariarne Titmus, nuotatrice australiana
- 7 settembre - Cooper Woods, sciatore freestyle australiano
- 8 settembre - Diogo Almeida, calciatore portoghese
- 8 settembre - Aloïs Charrin, ex ciclista su strada e ex ciclocrossista francese
- 8 settembre - Matheuzinho, calciatore brasiliano
- 8 settembre - Joaquín Indacoechea, calciatore argentino
- 8 settembre - Tia Jones, ostacolista statunitense
- 8 settembre - Panagiōtīs Louka, calciatore cipriota
- 8 settembre - Klara Lukan, mezzofondista slovena
- 8 settembre - Miles McBride, cestista statunitense
- 8 settembre - Stefan Radosavljević, calciatore faroese
- 8 settembre - Kevin Zannoni, pilota motociclistico italiano
- 8 settembre - Milan van Ewijk, calciatore olandese
- 9 settembre - Daijahn Anthony, giocatore di football americano statunitense
- 9 settembre - Elizabeth Balogun, cestista nigeriana
- 9 settembre - Carson Branstine, tennista statunitense
- 9 settembre - Liesette Bruinsma, nuotatrice olandese
- 9 settembre - Pape Fall, calciatore senegalese
- 9 settembre - Josias Lukembila, calciatore svizzero
- 9 settembre - Rabbi Matondo, calciatore gallese
- 9 settembre - Marisa Olislagers, calciatrice olandese
- 9 settembre - Ricky Pearsall, giocatore di football americano statunitense
- 9 settembre - Toon Raemaekers, calciatore belga
- 9 settembre - Wellington Ramírez, calciatore ecuadoriano
- 9 settembre - Drew Timme, cestista statunitense
- 9 settembre - Karel Vacek, ex ciclista su strada ceco
- 9 settembre - Charles Vandervaart, attore canadese
- 10 settembre - Jack Kiser, giocatore di football americano statunitense
- 10 settembre - Mark Anders Lepik, calciatore estone
- 10 settembre - Lorenzo Lucca, calciatore italiano
- 10 settembre - Gianmarco Lucchesi, rugbista a 15 italiano
- 10 settembre - Sincere McCormick, giocatore di football americano statunitense
- 10 settembre - Nikita Michajlovskij, cestista russo
- 10 settembre - Skyy Moore, giocatore di football americano statunitense
- 10 settembre - Tommaso Nencini, ciclista su strada e pistard italiano
- 10 settembre - Alessia Populini, pallavolista italiana
- 10 settembre - Tang Qianhui, tennista cinese
- 11 settembre - Leandro Bolmaro, cestista argentino
- 11 settembre - Simone Canestrelli, calciatore italiano
- 11 settembre - Matthew Carter, tuffatore australiano
- 11 settembre - Jean Carlos Colorado, calciatore colombiano
- 11 settembre - Derius Davis, giocatore di football americano statunitense
- 11 settembre - Mohamed Esa, maratoneta etiope
- 11 settembre - Zay Flowers, giocatore di football americano statunitense
- 11 settembre - Ben Healy, ciclista su strada irlandese
- 11 settembre - Teppei Natori, pilota automobilistico giapponese
- 11 settembre - Diego Vásquez, calciatore argentino
- 11 settembre - Rinus VeeKay, pilota automobilistico olandese
- 12 settembre - M.J. Devonshire, giocatore di football americano statunitense
- 12 settembre - Jacob Greaves, calciatore inglese
- 12 settembre - Caio Lopes, calciatore brasiliano
- 12 settembre - Tashreeq Matthews, calciatore sudafricano
- 12 settembre - Vladislav Myl'nikov, schermidore russo
- 12 settembre - Angie Palacios, sollevatrice ecuadoriana
- 12 settembre - Valentina Puglisi, calciatrice italiana
- 12 settembre - Luke Singh, calciatore trinidadiano
- 12 settembre - Marko Totka, calciatore slovacco
- 13 settembre - Erick All, giocatore di football americano statunitense
- 13 settembre - Sacha Boey, calciatore francese
- 13 settembre - Javier Castro, calciatore spagnolo
- 13 settembre - Lorenzo Colombo, pilota automobilistico italiano
- 13 settembre - Emma Gullstrand, tuffatrice svedese
- 13 settembre - Emmy Kristiansen, cantautrice norvegese
- 13 settembre - Irene Lanza, ginnasta italiana
- 13 settembre - Trent McDuffie, giocatore di football americano statunitense
- 13 settembre - Ikuma Sekigawa, calciatore giapponese
- 13 settembre - Logi Tómasson, calciatore islandese
- 14 settembre - Ethan Ampadu, calciatore gallese
- 14 settembre - Roman Celentano, calciatore statunitense
- 14 settembre - Bones Hyland, cestista statunitense
- 14 settembre - Ramel Keyton, giocatore di football americano statunitense
- 14 settembre - Josh Newton, giocatore di football americano statunitense
- 14 settembre - Park Sang-won, schermidore sudcoreano
- 14 settembre - Marco Pašalić, calciatore croato
- 14 settembre - Quentin Seedorf, calciatore olandese
- 14 settembre - Indrit Tuci, calciatore albanese
- 15 settembre - Manon Disbeaux, nuotatrice artistica francese
- 15 settembre - Yanne Dorenbos, pistard e ciclista su strada olandese
- 15 settembre - Antonio Elías, pallavolista portoricano
- 15 settembre - Sean Rhyan, giocatore di football americano statunitense
- 15 settembre - Vetle Skjærvik, calciatore norvegese
- 15 settembre - Anže Skok, ciclista su strada e pistard sloveno
- 16 settembre - Michael Ameyaw, calciatore polacco
- 16 settembre - Luigi Catani, attore italiano
- 16 settembre - Sam Howell, giocatore di football americano statunitense
- 16 settembre - Alexandros Kyziridīs, calciatore greco
- 16 settembre - Mario Mladenovski, calciatore macedone
- 16 settembre - Carmine Padula, compositore, pianista e direttore d'orchestra italiano
- 16 settembre - Matilde Alsaker Rogde, calciatrice norvegese
- 16 settembre - Stephan Seiler, calciatore brasiliano
- 16 settembre - Oliver Skipp, calciatore inglese
- 16 settembre - Trevion Williams, cestista statunitense
- 17 settembre - Aberu Ayana, mezzofondista e maratoneta etiope
- 17 settembre - Eileen Campbell, calciatrice austriaca
- 17 settembre - Victor Eriksson, calciatore svedese
- 17 settembre - Joel Lütolf, sciatore alpino svizzero
- 17 settembre - Brayan Palmezano, calciatore venezuelano
- 18 settembre - Max Bird, calciatore inglese
- 18 settembre - Rivaldo Morais, calciatore portoghese
- 18 settembre - James Bouknight, cestista statunitense
- 18 settembre - Maxime Carabin, atleta paralimpico belga
- 18 settembre - Mikk Jurkatamm, cestista estone
- 18 settembre - Julen Lobete, calciatore spagnolo
- 18 settembre - Marius Mayrhofer, ciclista su strada tedesco
- 18 settembre - Omari Moore, cestista statunitense
- 18 settembre - Kevin Ortiz, calciatore argentino
- 18 settembre - Maximiliano Puig, calciatore argentino
- 18 settembre - Luis Francisco Sánchez Mosquera, calciatore colombiano
- 18 settembre - Liam Slock, ciclista su strada belga
- 18 settembre - Filip Souček, calciatore ceco
- 18 settembre - Alex Warren, cantante e youtuber statunitense
- 19 settembre - Kofi Balmer, calciatore nordirlandese
- 19 settembre - Evan Neal, giocatore di football americano statunitense
- 19 settembre - Jakob Ingebrigtsen, mezzofondista norvegese
- 19 settembre - Francesca Jones, tennista inglese
- 19 settembre - Marija Kravcova, ginnasta russa
- 19 settembre - Ivana Popovic, tennista australiana
- 19 settembre - Niels Vandeputte, ciclocrossista, ciclista su strada e mountain biker belga
- 19 settembre - Vicko Ševelj, calciatore croato
- 19 settembre - Valentin Țicu, calciatore rumeno
- 20 settembre - Eduardo Fereira, calciatore venezuelano
- 20 settembre - Ilaria Ghisalberti, sciatrice alpina italiana
- 20 settembre - Mathias Jørgensen, calciatore danese
- 20 settembre - Mark Pabai, calciatore liberiano
- 21 settembre - Christian Benford, giocatore di football americano statunitense
- 21 settembre - Tish, cantautrice italiana
- 21 settembre - Tess Coady, snowboarder australiana
- 21 settembre - Marco De Tullio, nuotatore italiano
- 21 settembre - Florian Lipowitz, ciclista su strada tedesco
- 21 settembre - Giacomo Manzari, calciatore italiano
- 21 settembre - Carlos Olses, calciatore venezuelano
- 21 settembre - Justinas Ramanauskas, cestista lituano
- 21 settembre - Leandro Ramos, giavellottista portoghese
- 21 settembre - Marcus Sasser, cestista statunitense
- 21 settembre - Tibor Slebodník, calciatore slovacco
- 21 settembre - Martin Šlogar, calciatore croato
- 21 settembre - Katriina Talaslahti, calciatrice finlandese
- 21 settembre - Hinako Tomitaka, sciatrice freestyle giapponese
- 21 settembre - Fabio Van Den Bossche, ciclista su strada e pistard belga
- 21 settembre - Shkelqim Vladi, calciatore kosovaro
- 22 settembre - Leyre Abadía, nuotatrice artistica spagnola
- 22 settembre - Ahmed Al-Ganehi, calciatore qatariota
- 22 settembre - Kouame Autonne, calciatore ivoriano
- 22 settembre - Peter Banda, calciatore malawiano
- 22 settembre - Daniel Bellinger, giocatore di football americano statunitense
- 22 settembre - Sean FitzSimons, snowboarder statunitense
- 22 settembre - Martin Janáček, calciatore ceco
- 22 settembre - Ismet Lushaku, calciatore svedese
- 22 settembre - Kush Maini, pilota automobilistico indiano
- 22 settembre - Riley Minix, cestista statunitense
- 22 settembre - Nikolaj Schaller, tuffatore austriaco
- 22 settembre - Reed Shannon, attore, doppiatore e cabarettista statunitense
- 22 settembre - Darlin Yongwa, calciatore camerunese
- 23 settembre - Moritz Broschinski, calciatore tedesco
- 23 settembre - Franco Camargo, calciatore argentino
- 23 settembre - Frixos Grivas, calciatore greco
- 23 settembre - Sebastián Guerrero, calciatore uruguaiano
- 23 settembre - Iyowa, musicista, paroliere e compositore giapponese
- 23 settembre - Markus Pajur, ciclista su strada, ciclocrossista e mountain biker estone
- 23 settembre - Mattia Palumbo, cestista italiano
- 23 settembre - Angelica Parascandolo, calciatrice italiana
- 24 settembre - Alexandro Bernabei, calciatore argentino
- 24 settembre - Lucas Bernadou, calciatore francese
- 24 settembre - Jaël Bestué, velocista spagnola
- 24 settembre - Claudio Coelho Salvático, calciatore brasiliano
- 24 settembre - Lubeni Haukongo, calciatore namibiano
- 24 settembre - Federica Squarcini, pallavolista italiana
- 24 settembre - Carlos Terán, calciatore colombiano
- 25 settembre - Caterina Banchelli, ex pallanuotista italiana
- 25 settembre - Elissa Cunane, cestista statunitense
- 25 settembre - Lucas Henveaux, nuotatore belga
- 25 settembre - Simon Janssen, calciatore olandese
- 25 settembre - Guy Palatin, cestista israeliano
- 25 settembre - Stephanie Rivera, pallavolista portoricana
- 25 settembre - Il'ja Svinov, calciatore russo
- 25 settembre - Sara Toffolo, cestista italiana
- 25 settembre - Deian Verón, calciatore argentino
- 25 settembre - Bartłomiej Wdowik, calciatore polacco
- 26 settembre - Frankie Amaya, calciatore statunitense
- 26 settembre - Muhammed Cham, calciatore austriaco
- 26 settembre - Idris El Mizouni, calciatore tunisino
- 26 settembre - Hugo Gaston, tennista francese
- 26 settembre - Donavan Grondin, pistard e ciclista su strada francese
- 26 settembre - Iván Jaime, calciatore spagnolo
- 26 settembre - Mariano Nichele, calciatore uruguaiano
- 26 settembre - Cas Odenthal, calciatore olandese
- 26 settembre - Mateusz Praszelik, calciatore polacco
- 26 settembre - Chris Rodriguez Jr., giocatore di football americano statunitense
- 26 settembre - Baylor Scheierman, cestista statunitense
- 26 settembre - Mattias Skjelmose, ciclista su strada danese
- 26 settembre - Nick Spörri, sciatore alpino svizzero
- 26 settembre - Lamar Walker, calciatore giamaicano
- 26 settembre - Salmā bint 'Abd Allāh, principessa giordana
- 26 settembre - Dejan Đokić, calciatore svizzero
- 27 settembre - Lilu45, cantante ucraina
- 27 settembre - Marco Bulacia Wilkinson, pilota di rally boliviano
- 27 settembre - Liberato Cacace, calciatore neozelandese
- 27 settembre - Lukas Fadinger, calciatore austriaco
- 27 settembre - Pfeiffer Georgi, ciclista su strada e pistard britannica
- 27 settembre - Martín Gianoli, calciatore uruguaiano
- 27 settembre - Nikola Ivanaj, cestista albanese
- 27 settembre - Martin Emerson, giocatore di football americano statunitense
- 27 settembre - Tomás Pozzo, calciatore argentino
- 27 settembre - Cooper Roth, attore statunitense
- 27 settembre - Miquel Scarlett, calciatore guyanese
- 27 settembre - Szabolcs Schön, calciatore ungherese
- 27 settembre - Sabah Seghir, calciatrice marocchina
- 27 settembre - Sina Siegenthaler, snowboarder svizzera
- 27 settembre - Jakob Voelkerling Persson, calciatore svedese
- 28 settembre - Andrew Booth Jr., giocatore di football americano statunitense
- 28 settembre - Brenna D'Amico, attrice statunitense
- 28 settembre - Laura Fazliu, judoka kosovara
- 28 settembre - Þórir Jóhann Helgason, calciatore islandese
- 28 settembre - Jeong Ho-yeon, calciatore sudcoreano
- 28 settembre - Frankie Jonas, attore statunitense
- 28 settembre - Spencer Rattler, giocatore di football americano statunitense
- 28 settembre - Bojan Roganović, calciatore montenegrino
- 28 settembre - Francesco Scagliola, velista italiano
- 28 settembre - Tyrell Terry, cestista statunitense
- 28 settembre - Nikola Terzić, calciatore serbo
- 28 settembre - Amir Mohammad Yazdani, lottatore iraniano
- 29 settembre - Iver Tildheim Andersen, fondista norvegese
- 29 settembre - Amy Baserga, biatleta svizzera
- 29 settembre - Samuel Brolin, calciatore svedese
- 29 settembre - Kevin Castaño, calciatore colombiano
- 29 settembre - Lewis Cine, giocatore di football americano haitiano
- 29 settembre - Ethan Cormont, astista francese
- 29 settembre - Santiago Eneme Bocari, calciatore equatoguineano
- 29 settembre - Zoe Fleck, pallavolista statunitense
- 29 settembre - Daxton Hill, giocatore di football americano statunitense
- 29 settembre - Kevin Höög Jansson, calciatore svedese
- 29 settembre - Roko Jureškin, calciatore croato
- 29 settembre - Sof'ja Lansere, tennista russa
- 29 settembre - Giorgi Mamardashvili, calciatore georgiano
- 29 settembre - Agustín Manzur, calciatore argentino
- 29 settembre - Jaden McDaniels, cestista statunitense
- 29 settembre - Gabriel Menino, calciatore brasiliano
- 29 settembre - Nick Ongenda, cestista canadese
- 29 settembre - Owen Pappoe, giocatore di football americano samoano americano
- 29 settembre - Il'ja Sadygov, calciatore russo
- 30 settembre - Pierre-Bertrand Arné, calciatore francese
- 30 settembre - Mouhamed Diop, calciatore senegalese
- 30 settembre - Tsigie Gebreselama, mezzofondista etiope
- 30 settembre - Tariq Lamptey, calciatore inglese
- 30 settembre - Alejo Osella, calciatore argentino
- 30 settembre - José Salinas Morán, calciatore spagnolo
- 30 settembre - Glenn van Straalen, pilota motociclistico olandese